# Schlacht bei Korsun
Schowti Wody (1648) – Korsun (1648) – Starokostjantyniw (1648) – Pyljawzi (1648) – Pohost (1648) – Lojew I (1649) – Zahal (1649) – Sbarasch (1649) – Sboriw (1649) – Krasne (1651) – Kopytschynzi (1651) – Berestetschko (1651) – Lojew II (1651) – Bila Zerkwa (1651) – Batoh (1652) – Kamjanez-Podilskyj (1652) – Monastyryschtsche (1653) – Suceava (1653) – Schwanez (1653)
Die Schlacht bei Korsun fand am 26. Mai 1648 statt. Sie war die zweite Schlacht des Chmelnyzkyj-Aufstandes zwischen den verbündeten Truppen der Saporoger Kosaken unter Bohdan Chmelnyzkyj und der Krimtataren einerseits und den polnisch-litauischen Truppen unter Mikołaj Potocki und Marcin Kalinowski andererseits. Die Schlacht wurde nach der nahe gelegenen Stadt Korsun in der heutigen Oblast Tscherkassy, Ukraine benannt, bei welcher sie stattfand.

## Vorgeschichte
Nachdem die Schlacht bei Schowti Wody am 16. Mai 1648 für die Polen verloren ging, bei der auch der Sohn des polnischen Großhetmans Mikołaj Potocki, Stefan Potocki umkam, starb am 20. Mai 1648 unerwartet der polnische König und Heerführer Władysław IV., was die polnisch-litauische Armee zusätzlich verunsicherte.

## Verlauf
Die Truppen der Kosaken und Tataren griffen die in Verteidigungsstellung befindlichen polnischen Truppen an und brachten diesen
eine vernichtende Niederlage bei, woraufhin der Aufstand des Bohdan Chmelnyzkyj zu einem Krieg eskalierte.

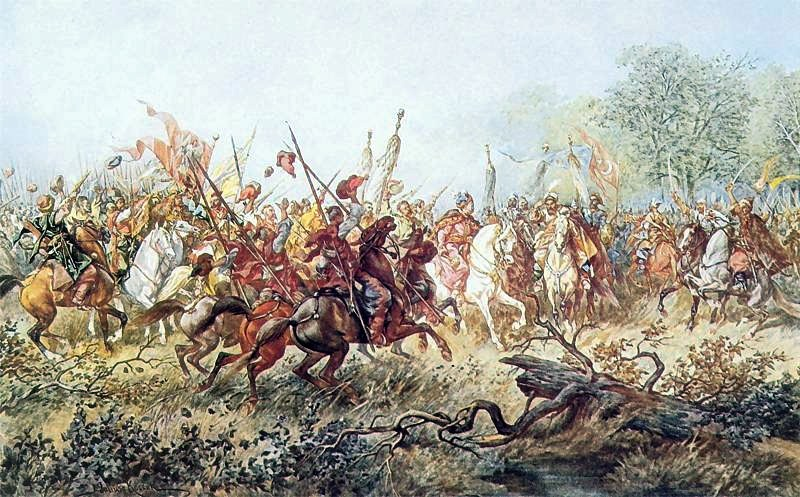
Juliusz Kossak 1885: Treffen zwischen Bohdan Chmelnyzkyj und Tuhaj Bej

Die vereinte Streitmacht der Kosaken und Tataren nahm mehr als 8700 Polen gefangen, darunter die verletzten Hetmane Potocki und Kalinowski.